# Zipernovszky Ferenc

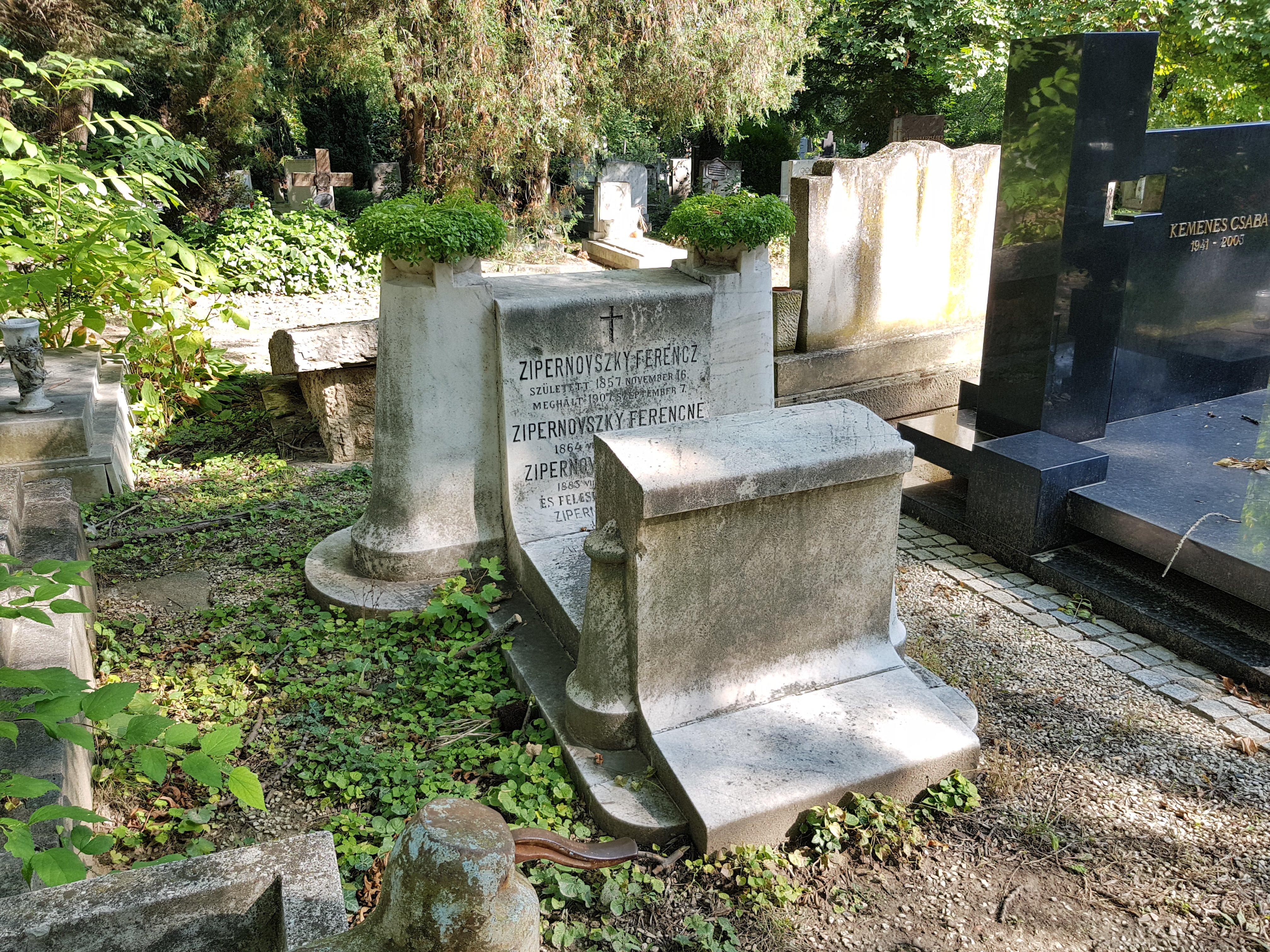
Zipernovszky Ferenc síremléke a Farkasréti temetőben

Zipernovszky Ferenc, eredetileg Zipernowsky Ferenc (Budapest, 1883. július 29. – Budapest, 1957. február 10.) gépészmérnök, feltaláló, egyetemi tanár, a Világítástechnikai Állomás alapítója.

## Élete
Zipernovsky Ferenc és Perci Jolán fiaként született, nagybátyja Zipernowsky Károly volt. 1905-ben szerzett gépészmérnöki képesítést a József Műegyetemen. A diploma megszerzése után két évig az egyetem Elektronikai Tanszékének tanársegédje volt, majd a Ganz-gyár szolgálatába állt. Kétéves ipari gyakorlatszerzés után a Műegyetem ösztöndíjával Nyugat-Európában és az Egyesült Államokban tett tanulmányutat. Külföldi tapasztalatokkal gazdagodva 1911-ben a Részvénytársaság Villamos és Közlekedési Vállalatok Számára nevű cégnél vállalt állást, amelynek később főmérnöke, 1925-1945 között pedig műszaki igazgatója volt. Új munkahelyén az áramfejlesztő és hálózati létesítmények korszerűsítésével kezdett foglalkozni. Nevéhez köthető a Balaton-melléki villamosításnál a zamárdi és aszófői szabadtéri kivitelű transzformátorállomás 30 kV feszültségű része. A gyöngyösszőlősi erőmű építésekor tipizálta a transzformátorállomásokat és az elosztó hálózatokat.
Már 1906-ban előadást tartott a Magyar Elektrotechnikai Egyesületben az „Egyfázisú elektromos vasutak”-ról. 1908-tól szerkesztőként Stark Lipót főszerkesztő mellett tevékenykedett az Elektrotechnika lapnál. Közéleti tevékenysége tovább fokozódott, amikor 1918-ban megválasztották a Magyar Villamosművek Országos Szövetsége főtitkárává.
Széles körű ismereteit és műveltségét jelzi, hogy 1918-ban közgazdasági pályadíjat nyert. 1930-ban tanulmánya jelent meg „Világítástechnika és racionalizálás” címmel, melyben a mai napig megfontolandó megállapításokat tesz: „... az ipari termelés tökéletesítése érdekében fokozott mértékben van szükség műszaki kultúrára, mert a gyakorlati műszaki tudományok nyújtják a gazdaságos termelés leghatásosabb eszközeit ... A jelszó: többet, jobbat, olcsóbban termelni, amely célra jó munkaerőkre, korszerű berendezésekre, valamint jó világításra van szükség!”
Érdeklődése az 1920-as évek végén fordult a világítástechnika felé. A Magyar Villamosművek Országos Szövetsége keretében 1927-ben létrehozta a Világítástechnikai Állomást. Ez az intézmény - a berlini után - második volt Európában, hetvenöt éven keresztül működött, egészen 2002-ig. Ennek megszervezésével - melyet szükség esetén saját pénzzel támogatott - létrejött egy olyan világítástechnikai gyakorlat, melyben a nagyközönség, és az ipari szakemberek megismerkedhettek a jó világítás jelentőségével, megvalósításának lehetőségeivel.
Másfél éves szemináriumot tartott és képezte a világítástechnikát megalapozó mérnököket. A Világítástechnikai Állomást folyamatosan fejlesztette, megtervezte az előadó- és fényarchitektúra termeket. Erre külföldön is felfigyeltek, megbízták a Lisszabonban létesítendő bemutató- kiállítási terem, valamint egy kifejezetten világítástechnikai bemutatóterem tervezésével. A terv megvalósítását a háború akadályozta meg.
Kidolgozta a természetes nappali világítás számítási módszerét úgynevezett térszögvetületi eljárással. Gondot fordított a világítótestek fejlesztésére, hogy tökéletes fényelosztású, jó hatásfokú lámpatestek álljanak rendelkezésre. Hitvallása volt, hogy jó világítás csak a tervező és az építész együttműködésével készíthető. Megállapításait már 1940-ben összefoglalta „Villamosművek és építészek együttműködése” tanulmányában.
Korán felismerte a szabványosítás fontosságát is. Gondoskodott arról, hogy az általa vezetett vállalat csak szabványos anyagokat használjon.
1945 után munkásságát elsősorban a világítástechnikára összpontosította. 1948-1952 között több, mint 60 jelentősebb létesítmény mesterséges vagy természetes világítási tervét, illetve részletes szakmai értékelését készítette el. Munkabírására, szakmaszeretetére is jellemző, hogy tíz év alatt 1300 előadást tartott ebben a témában. Ezek mellett számos szakcikket írt. A Műegyetemen és a Mérnöktovábbképző Intézetben is előadott.
Szívkoszorúérrög, tüdővizenyő és szívizomelfajulás miatt 1957. február 10-én bekövetkezett haláláig fáradhatatlanul dolgozott, és szinte az utolsó órájáig azon volt, hogy hozzájáruljon a világítási kultúra emeléséhez.
Felesége Lázár Erzsébet volt, akivel 1916-ban kötött házasságot Budapesten.